# Ministerium für Leichtindustrie

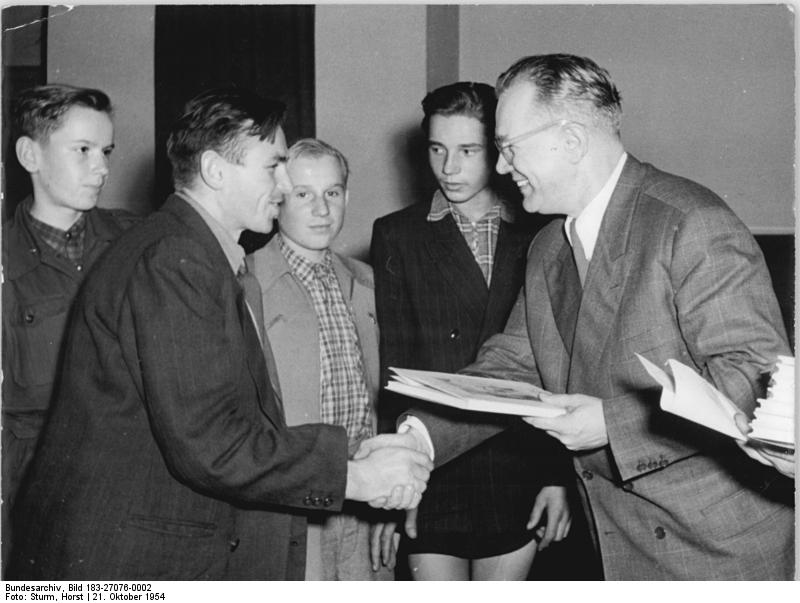
Der erste Minister für Leichtindustrie, Wilhelm Feldmann (r.) im Oktober 1954

Das Ministerium für Leichtindustrie (MfL) war ein Ministerium der DDR. Das Ministerium wurde 1950 gegründet und bestand in seiner ersten Phase bis 1961, als alle Industrieministerien der DDR in den Volkswirtschaftsrat eingegliedert wurden. 1965 wurde das Ministerium neu gegründet. Als Zentrales Organ des Ministerrats war das Ministerium für die Planung und Leitung der Herstellung und Bearbeitung von Textilien, Strick- und Lederwaren in der DDR zuständig. 1990 ging das Ministeriums in neugegründete Ministerium für Wirtschaft ein, das mit dem Beitritt der DDR zur Bundesrepublik aufgelöst wurde.

## Geschichte
Der Ministerrat der DDR verfügte über eine größere Reihe einzelner „Industrieministerien“. Aus dem bereits 1949 eingerichteten Ministerium für Industrie gingen zusammen mit dem Ministerium für Leichtindustrie 1950 das Ministerium für Schwerindustrie und das Ministerium für Maschinenbau hervor. Gleichzeitig wurde ein Staatssekretariat für Nahrungs- und Genussmittelindustrie gegründet. Offiziell wurde das Ministerium für Leichtindustrie mit Gesetz vom 8. November 1950 gegründet. 1955 gab es nach weiteren Aufspaltungen bereits acht Industrieministerien.
Die Industrieministerien wurden seit 1950 von der Staatlichen Plankommission koordiniert und kontrolliert. Die Staatliche Plankommission war selbst 1950 aus dem Ministerium für Planung hervorgegangen und war dem Rang eines Ministeriums gleichgestellt, in der faktischen Planungsorganisation den einzelnen Industrieministerien jedoch übergeordnet. Das Ministerium für Leichtindustrie (MfL) war eines der von der Plankommission beaufsichtigten Industrieministerien.
1958 wurden alle Industrieministerien, einschließlich des MfL, als eigenständige Behörden aufgelöst und 1961 in den neu gegründeten Volkswirtschaftsrat (VWR) zusammengeführt. Allerdings bewährte sich dieses „Gesamtindustrieministerium“ nicht, sodass 1965 die einzelnen Ministerien erneut eingerichtet wurden. Damit unterstand das MfL wieder direkt der Staatlichen Plankommission.
Das Ministerium für Leichtindustrie war wie die meisten Industrieministerien der DDR im Berliner Haus der Ministerien an der Ecke Leipziger Straße / Wilhelmstraße ansässig. Das Gebäude wurde 1935/36 für das Reichsluftfahrtministerium errichtet und wird seit 1999 vom Finanzministerium genutzt.
Zu Beginn der 1970er Jahre wurden einzelne Zuständigkeitsbereiche herausgelöst und das Ministerium war danach verantwortlich für die Bekleidungs-, Leder-, Schuh- und Rauchwarenindustrie. 1988 war es für 18 Kombinate zuständig. Mit Auflösung der Ministerien für Bezirksgeleitete Industrie und Lebensmittelindustrie und Glas- und Keramikindustrie 1989 übernahm das MfL zum 1. Januar 1990 deren Geschäftsbereiche.
Das Ministerium für Leichtindustrie existierte bis März 1990, als es in das neugeschaffene Ministerium für Wirtschaft eingegliedert wurde. Der Grund dafür war die Angleichung der Regierungsstruktur der DDR an die der Bundesrepublik mit Hinblick auf die Deutsche Wiedervereinigung durch Ministerpräsident Lothar de Maizière ab April 1990.
(siehe Regierung de Maizière).

## Aufgaben
Das MfL erfüllte Funktionen hinsichtlich
- der Betriebs- und Finanzplanung sowie Berichterstattung bei der Staatlichen Plankommission;
- der Entwicklung und Strukturierung der Kombinate und Großbetriebe;
- der Entwicklung in den Bezirken und der bezirksgeleiteten Industrie;
- der Versorgung der Bevölkerung mit Konsumgütern;
- der Entwicklung der Leistungsfähigkeit von Lebensmittelindustrie, Schuhindustrie, Textilindustrie

- mittels Automatisierung und Rationalisierung,
- zur Vermeidung von Versorgungsengpässen;

- des Einsatzes ausländischer Arbeitskräfte;
- der internationalen Zusammenarbeit innerhalb des RGWs.

## Unterstellte Betriebe

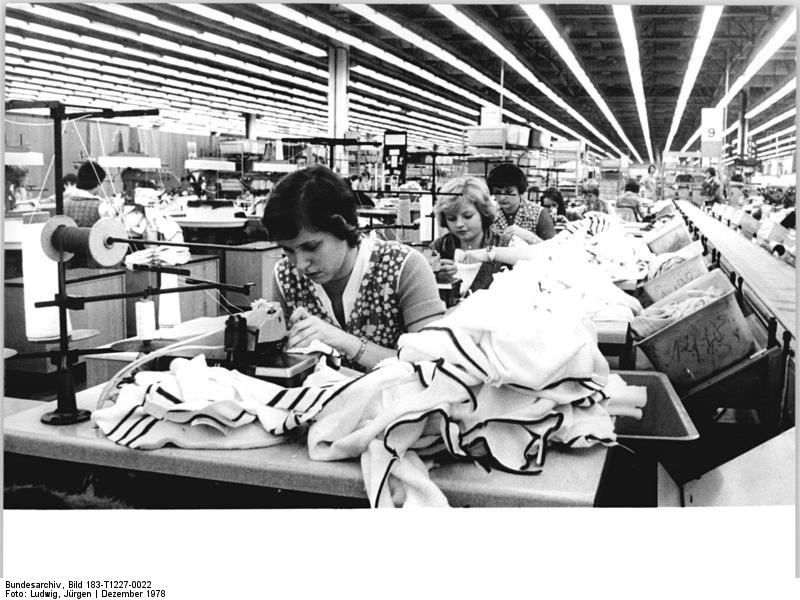
Näherinnen im VEB Thüringer Obertrikotagenkombinat Apolda (1978), später Teil des VEB Kombinat Trikotagen Karl-Marx-Stadt

Dem Ministerium für Leichtindustrie unterstanden folgende zentralgeleitete Kombinate und Volkseigene Betriebe (Stand 1981/1982):
| Betrieb                                      | Sitz            | Beschäftigte | Anmerkungen                        |
| -------------------------------------------- | --------------- | ------------ | ---------------------------------- |
| VEB Kombinat Baumwolle                       | Karl-Marx-Stadt | 70.000       | Einer der größten Betriebe der DDR |
| VEB Kombinat Technische Textilien            | Karl-Marx-Stadt | 28.000       |                                    |
| VEB Kombinat Deko                            | Plauen          | 40.000       |                                    |
| VEB Kombinat Wolle und Seide                 | Meerane         | 42.000       |                                    |
| VEB Kombinat Strumpfkombinat „Esda“          | Thalheim        | 17.000       |                                    |
| VEB Kombinat Trikotagen                      | Karl-Marx-Stadt | 58.000       |                                    |
| VEB Kombinat Kunstleder und Pelzverarbeitung | Leipzig         | 8.700        |                                    |
| VEB Kombinat Schuhe                          | Weißenfels      | 42.000       |                                    |
| VEB Kombinat Lederwaren                      | Schwerin        | 11.000       |                                    |
| VEB Kombinat Oberbekleidung Berlin           | Berlin          | 14.000       |                                    |
| VEB Textilkombinat Cottbus                   | Cottbus         | 25.000       | Stammbetrieb 1968 neugegründet     |
| VEB Kombinat Oberbekleidung Lößnitz          | Lößnitz         | 18.000       |                                    |
| VEB Kombinat Oberbekleidung Erfurt           | Erfurt          | 20.000       |                                    |
| VEB Kombinat Solidor Heiligenstadt           | Heiligenstadt   | 5.000        |                                    |

Die Warenproduktion in den direkt unterstellten Betrieben des Ministeriums lag 1976 bei knapp 20,8 Milliarden DDR-Mark, etwa 9 % der gesamten industriellen Warenproduktion in der DDR.
Mit anderer Datenbasis (meist Stichtag 30. Juni 1990) sind die Betriebe dieser Tabelle auch in der Liste von Kombinaten der DDR enthalten.

## Minister und Stellvertreter
Minister
- 1950–1958: Wilhelm Feldmann (NDPD)
- 1965–1972: Johann Wittik (SED)
- 1972–1978: Karl Bettin (SED)
- 1978–1989: Werner Buschmann (SED)
- 1989–1990: Gunter Halm (NDPD)

Stellvertreter
- 1956–1958: Johann Wittik (SED)
- 1966–1971: Karl Bettin (SED), 1966 stellvertretender Minister und 1967 Staatssekretär